# 少年黄飞鸿 (2002年电视剧)
《少年黄飞鸿》是讲述清末武术家黄飞鸿少年时代的英雄故事拍攝製作的武俠单元剧，主演释小龙、何中华、郝蕾、陈龙、吕丽萍、吴樾、姚芊羽。分为神兵利器、寻金梦醒、消失的经书、工字伏虎拳四部。于2002年2月14日在北京电视台文艺频道播出。 

## 演员表
- 释小龙 饰 黄飞鸿
- 何中华 饰 黄麒英
- 郝蕾 饰 十三姨（配音：江元）
- 杨名 饰 林世荣
- 冯鹏飞 饰 梁宽（配音：武向彤）
- 陈龙 饰 纳兰康（配音：张欣）
- 姚芊羽 饰 曾艳红（配音：范楚绒）
- 吴樾 饰 梁威
- 王绘春 饰 纳兰天（配音：李传缨）
- 黄勐 饰 叶世轩（配音：金锋）
- 叶彤 饰 欧小倩
- 范晨晨 饰 菁菁
- 吕丽萍 饰 吴娴（配音：姜玉玲）
- 潘虹 饰 罗秀莲（配音：王苏）
- 刘佩琦 饰 陆阿采
- 刘照硕 饰 朗坦布（配音：翟巍）
- 李鹏飞 饰 鬼脚七（配音：翟巍）
- 杨剑超 饰 牙擦苏
- 恒力 饰 史密夫（配音：沈磊）
- 倪增兆 饰 林三斤（配音：袁国庆）
- 田惠梦 饰 马玉珍（配音：黄笑嬿）
- 林泉 饰 余实（配音：沈磊）
- 夏泰立 饰 福伯（配音：刘彬）
- 李慧侠 饰 福婶（配音：王苏）
- 孙露菲 饰 李梅（配音：冯骏骅）
- 蒋林静 饰 翠珠（配音：李晔）
- 安泽豪 饰 老师（配音：张欣）
- 王和平 饰 无为（配音：李传缨）
- 卢勇 饰 无相
- 常学仁 饰 无色（配音：袁国庆）
- 张昕 饰 梅成责（配音：刘彬）
- 刘建荣 饰 张永祥
- 王正权 饰 钱豹
- 周鑫 饰 小明
- 王成康 饰 小胖（配音：黄笑嬿）

## 外部連結
1. ↑  .   [2019-06-28]. （原始内容存档于2016-04-19）.